# Эроглу, Бейтуллах
Бейтуллах Эроглу (тур. Beytullah Eroğlu, род. 25 сентября 1995) — турецкий пловец-паралимпиец. Дважды участвовал в Паралимпийских играх, четыре раза в Чемпионатах мира, два раза в Чемпионатах Европы. В 2017 году стал первым представителем Турции, выигравшим Чемпионат мира по плаванию среди паралимпийцев.

## Биография
Родился 25 сентября 1995 года в семье Мустафы Эроглу и его жены Хилаль в Кахраманмараше. Старший из четверых детей. Родился без рук, одна его нога на 12 сантиметров короче другой.
В детстве Бейтуллах был одинок. До семи лет он не выходил из дома, но отец настоял на том, что мальчику надо учиться в школе. Бейтуллах научился писать ногой и подружился с одноклассниками. Благодаря своим особенностям мальчик привлёк внимание СМИ и о нём стали писать. После этого глава плавательного клуба для паралимпийцев Осман Чуллу нанёс визит семье Бейтуллаха и предложил обучить мальчика плаванию. Сначала Бейтуллаху отказывался, ему было очень страшно, он не мог понять, как будет плавать без рук, но Чуллу удалось переубедить мальчика. Чтобы научиться плавать, Бейтуллаху потребовалось шесть лет. Успехи в плавании сделали его большим оптимистом, однажды Бейтуллаха спросили, где его руки, он ответил на это: «Мои руки слишком тяжёлые, поэтому я оставил их дома».
Рост Бейтуллаха составляет 1,6 метров, вес 44 килограмма. Учился в Стамбульском университете.

## Карьера пловца
Пловцом Бейтуллах захотел стать ещё в детстве после того, как в 2000 году увидел проходившие в Сиднее Олимпийский и Паралимпийские игры. Также он считал, что плавание даст ему возможность больше общаться с людьми. Начал плавать в 2001 году.
В 2004 году дядя Бейтуллаха Шереф Эроглу завоевал серебряную медаль на Олимпийских играх и стал для Бейтуллаха примером для вдохновения. В 2007 году Бейтуллах Эроглу в первый раз принял участие в соревнованиях по плаванию. Установил национальные рекорды в семи дисциплинах.
На международном уровне Бейтуллах дебютировал в 2010 году, когда выступил на Чемпионате мира по паралимпийскому плаванию. В 2012 году принимал участие в Паралимпийских играх в Лондоне. В 2013 году — в чемпионате мира в Монреале. В 2014 году на очередном Чемпионате Европы он завоевал серебряную медаль. В 2015 году участвовал в Чемпионате мира в Глазго и завоевал бронзовую медаль. Ещё одну медаль того же достоинства он завоевал на Чемпионате Европы в 2016 году. В том же году он принимал участие в Паралимпийских играх, но не завоевал медалей. В 2017 году стал первым представителем Турции, завоевавшим золотую медаль на Чемпионате мира по плаванию среди паралимпийцев. Помимо этого, на том же Чемпионате завоевал бронзовую медаль.